# فریده جلال
فریده جلال (انگلیسی: Farida Jalal؛ زادهٔ ۱۴ مارس ۱۹۴۹) یک هنرپیشه اهل هند است.
از فیلم‌ها یا برنامه‌های تلویزیونی که وی در آن نقش داشته‌است می‌توان به گاهی خوشی گاهی غم اشاره کرد.

## فیلم‌شناسی
فهرست برخی از فیلم‌هایی که فریده جلال در آنها به ایفای نقش پرداخته‌است:
- گاهی خوشی گاهی غم
- داره یه اتفاقایی میفته
- داماد عاشق عروس را می‌برد
- دل دیوانه است
- عروس را با خود خواهم برد
- راجا هندوستانی
- بگو… عاشقم هستی
- افتخار
- مرگ با شجاعت
- وقتی عشق برای کسی اتفاق می‌افتد
- من دیوانه عشق هستم
- آهسته و مخفیانه
- جدایی
- اعلان
- افلاطون
- سوگند هندوستان
- همشکل
- سرباز
- زیبا
- خمیر
- دلسوز
- دانش‌آموز سال
- سلاخی
- وظیفه
- چطوری.....عشق
- یک دنده
- جادوی تو
- به دل بگو چه کار کنه
- افسانه بهاگات سینگ
- دیوانگی
- تارزان
- رأی‌دهنده
- جریمه
- بی‌خودی
- زبیدا
- گفتگو
- باران
- پاسخ
- شاهزاده
- عبادت
- اجی
- قفس
- گردش
- حنا
- انقلابی شجاع
- مامو
- پسربچه
- تبریک
- گاهی نه گاهی
- آشیانه
- چراغ خاموش متر روشن
- فرار از تله
- خدا قسم
- عزیز دل
- آدم پرهیزکار
- دوستان در قرن دهم
- عبدالله
- تصویر صحبت
- مقصد بهار
- پسربچه
- چارانداس
- کی میدونه فردا چی میشه؟
- عشق واقعی
- عصر جدید
- نجات
- رویاهای هفت رنگ
- ناخواسته
- آریان
- شک
- تهاجم
- چشم‌نواز
- اخگر
- به چامبال قسم بخور
- الهه
- ریاکار